# Jameson Adams
Jameson Boyd Adams (6 de marzo de 1880, Rippinggale, Lincolnshire — 30 de abril de 1962) fue un meteorólogo, explorador británico de la Antártida.
Entró en la marina mercante en 1893, y fue teniente en la Royal Naval Reserve durante 3 años. Soltero, partió como segundo comandante y meteorólogo en la expedición Nimrod (1097-1909) dirigida por Ernest Shackleton.
Formó parte del equipo que llegó al punto más al sur, a menos de 180 km del polo sur.

## Literatura
- Bertrand, Kenneth J.; Alberts, Fred G. 1956. Geographic Names of Antartica. U.S. Govt. Print. Off. Washington
- Riffenburgh, Beau. Nimrod (tradujo Sebastian Vogel). Verlag, Berlín 2006, ISBN 3-82700530-2